# Осадочная хроматография
Осадочная хроматография — метод хроматографии, основанный на способности разделяемых веществ образовывать малорастворимые соединения с различными произведениями растворимости.
В качестве неподвижной фазы выступает инертный носитель, покрытый слоем осадителя; разделяемые вещества, находящиеся в подвижной фазе, вступают во взаимодействие с осадителем и образуют малорастворимые вещества — осадки. При дальнейшем пропускании растворителя происходят поочерёдно: растворение этих осадков, перенос вещества по слою неподвижной фазы, снова осаждение и т. д. При этом скорость перемещения осадка по неподвижной фазе пропорциональна его произведению растворимости (ПР).
Хроматограммой в данном случае будет являться распределение осадков по слою носителя.
В качестве примера можно привести разделение галогенид-ионов на носителе (силикагель, целлюлоза и т. д.), пропитанном солью серебра.
Можно использовать для разделения осадков их неодинаковую растворимость в различных растворителях или в растворах с различной ионной силой.
Реализуется как в колоночном, так и в плоскостном варианте.